# إدي دوغان
إدي دوغان (بالإنجليزية: Eddie Duggan) هو مصور بريطاني، ولد في 1950-.

## وصلات خارجية
- إدي دوغان على موقع IMDb (الإنجليزية)